# Hans Lutz Merkle

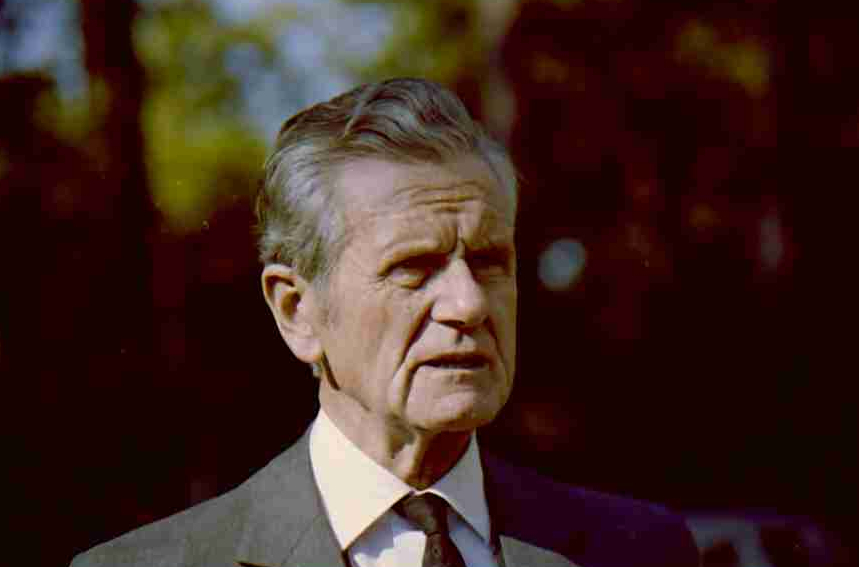
Hans Lutz Merkle (1986)

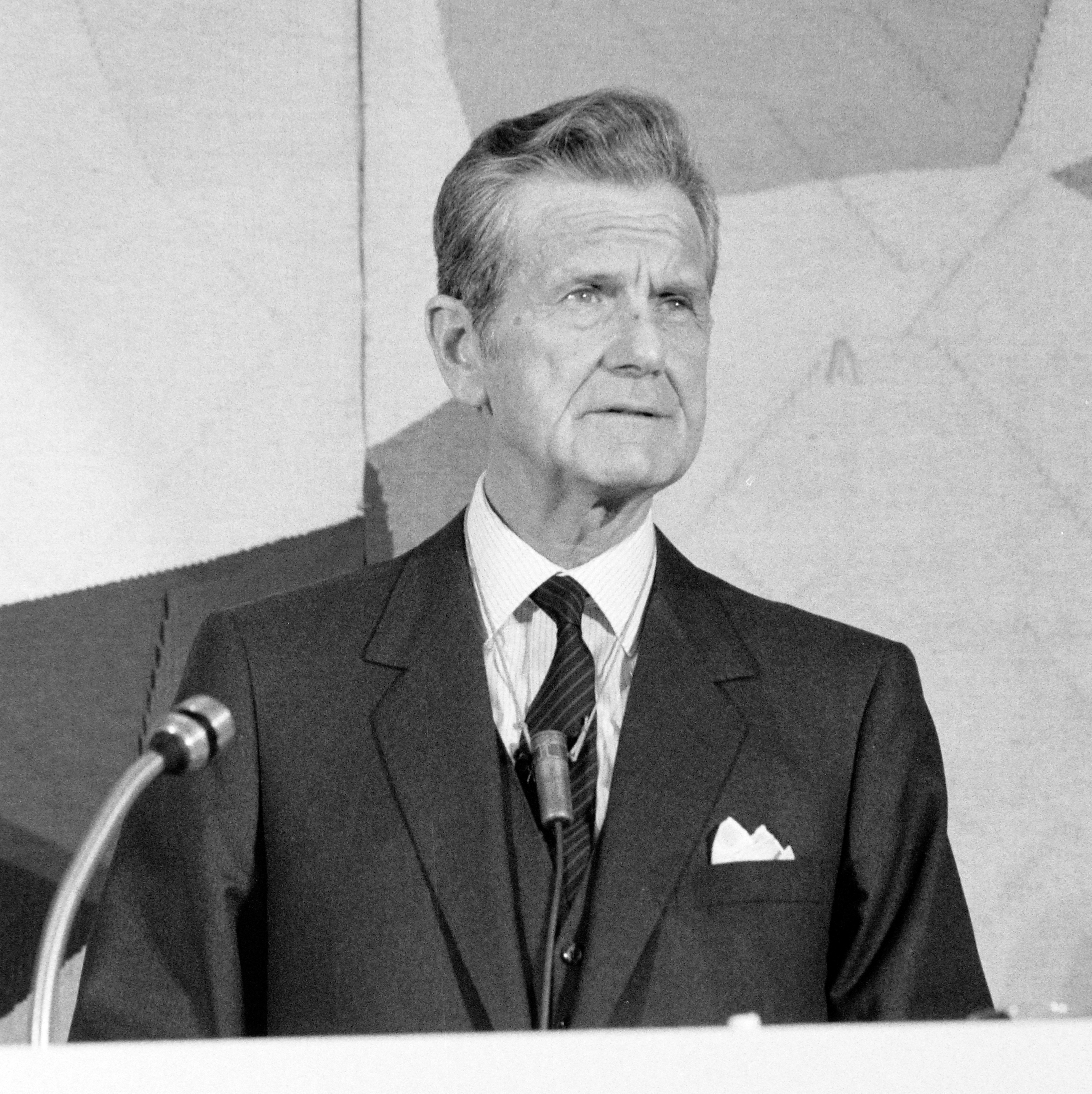
Hans Lutz Merkle (1983)

Hans Lutz Merkle (* 1. Januar 1913 in Pforzheim; † 22. September 2000 in Stuttgart) war ein deutscher Manager. Er war Vorsitzender der Geschäftsführung der Robert Bosch GmbH.

## Leben
Nach dem Abitur 1931 absolvierte Merkle zunächst eine kaufmännische Lehre im Betrieb seines Vaters und begann seine berufliche Laufbahn 1935 bei der Textilfabrik Ulrich Gminder in Reutlingen. Ohne ein abgeschlossenes Hochschulstudium – lediglich als Gasthörer hatte er an der Rechtswissenschaftlichen Fakultät der Eberhard Karls Universität Tübingen studiert – gelang ihm der Aufstieg innerhalb des Unternehmens, in dem er 1949 Geschäftsführer wurde, unbeschadet der Tatsache, dass er gleichzeitig zu seiner Tätigkeit im Unternehmen von 1942 bis 1945 Hauptgeschäftsführer des NS-Lenkungsverbandes Reichsvereinigung Textilveredelung gewesen war, deren Hauptziel, „die Rationalisierung des Kartellsystems in der Textilfertigwarenbranche, insbesondere in der Fusion bestehender Kartelle“ einen wesentlichen Beitrag zur Organisation der Kriegswirtschaft darstellte.
Bis 1958 war Merkle Mitglied des Vorstandes der Ulrich Gminder AG in Reutlingen. Dann kam er als Geschäftsführer mit Zuständigkeit für Beteiligungen zur Robert Bosch GmbH, wo sich sein Aufstieg fortsetzte. Als Nachfolger von Hans Walz war er ab 1963 Vorsitzender der Geschäftsführung. Danach wechselte er 1984 er in den Aufsichtsrat der GmbH, dessen Vorsitz er übernahm, und wurde später persönlich haftender Gesellschafter und Vorsitzender der Robert Bosch Industrietreuhand KG (bis 1993), welche die Stimmrechte der gemeinnützigen Robert-Bosch-Stiftung ausübt, in die die Erben auf Betreiben Merkles große Teile ihres Vermögens (92 % der Anteile) transferiert hatten, und somit das eigentliche Machtzentrum darstellt. Sein Nachfolger als Bosch-Geschäftsführer wurde 1984 auf sein Betreiben Marcus Bierich. Nach seinem Ausscheiden wurde er zum Ehrenvorsitzenden der Bosch-Gruppe ernannt. Im Zeitraum seines Wirkens vollzog sich der Aufstieg der Bosch GmbH zum Weltkonzern, dessen Umsatz unter Merkle als vorsitzendem Geschäftsführer von 2 Mrd. DM 1963 bis 1984 auf über 18 Mrd. DM stieg und inzwischen (2019) über 77 Milliarden Euro erreicht hat.
Viele Jahre war er Berater von CDU-Politikern; aus der Partei trat er dennoch 1979 nach einem „langen Denkprozess“ aus. Er organisierte die Finanztransaktionen der „Gesellschaft zur Förderung der Wirtschaft Baden-Württemberg“, eine Geldwaschanlage für Parteispenden vor allem an die CDU. Er wurde wegen Steuerhinterziehung in Höhe von 1,5 Millionen Mark zu einer Geldauflage in Höhe von 600.000 DM verurteilt.
Merkle galt als öffentlichkeitsscheu, war aber einer der letzten Industriemanager, die nahezu uneingeschränkt und allein Entscheidungen trafen. 1976 wurde er Ehrenmitglied der Heidelberger Akademie der Wissenschaften. Im Jahr 1984 erhielt er die Harnack-Medaille der Max-Planck-Gesellschaft, die für Verdienste um die Gesellschaft vergeben wird. Im Jahre 1994 wurde er mit der Ehrenbürgerwürde der Universität Stuttgart ausgezeichnet. Dies galt seinerzeit als eine ganz besondere Ehre, da die Universität zuvor 30 Jahre lang diese Würde nicht verliehen hatte. Am 4. Oktober 2001 hielt Henry Kissinger, der mit Merkle befreundet war, in Berlin eine Gedenkrede.
Am 13. Juli 1988 konnte Merkle einen Vortrag an der Universität Frankfurt/Main im Rahmen der Vortragsreihe Beruf als Erfahrung nur unter Schutz einer polizeilichen Hundertschaft halten, da studentische Gruppierungen von ihm verlangt hatten, auf seine Beteiligung an der nationalsozialistischen Wirtschaftsorganisation in den angekündigten autobiographischen Ausführungen einzugehen, was Merkle mit dem Hinweis „das ist alles schon bekannt“ vehement ablehnte.
Erst nach seinem Tode wurde der Öffentlichkeit bekannt, dass Merkle zeit seines Lebens ein nahezu besessener Bibliophiler gewesen war. Seine Bibliothek umfasste 17.000 Bände, darunter bibliophile Raritäten wie ein Exemplar der Erstausgabe von Goethes Das Römische Carneval. Die Bände seiner 2002–2004 versteigerten Bibliothek tragen sein Exlibris ohne Namen, lediglich mit der Standortbezeichnung Feuerbacher Heide und Buchnummer.

## Veröffentlichungen
- Stabilität in der Wirtschaftspolitik – Dynamik in der Wirtschaft. Vortrag. Stuttgart, 1966, 36 S.
- Hermann J. Abs mit einer Einführung und einem Beitrag von Hans L. Merkle: Lebensfragen der Wirtschaft. Econ, München, 1976, ISBN 3-430-11011-4
- Bruchzonen der Gegenwart. Gedanken über Politik und Wirtschaft. Stuttgart: Deutsche Verlags-Anstalt, 1984, 321 (3) S.
- Kultur der Wirtschaft. Betrachtungen am Rande der Politik. Stuttgart: Deutsche Verlags-Anstalt, 1988, 304 Seiten, ISBN 3-421-06483-0
- Hans L. Merkle, Hans Ullrich Gallwas: Zum Thema Stiftung. Der Einzelne und das Gemeinwesen. Verfassungsrechtliche Anmerkungen zu aktuellen gesellschaftlichen und politischen Entwicklungen. Hrsg. Robert Bosch Stiftung. Stuttgart; 1991, 35 S.
- Der steinige Weg. Erfahrungen eines Unternehmers. Manesse Verlag GmbH München, 1993, ISBN 3-7175-8199-6, 2. Auflage. Manesse Verlag, Zürich 1994, 135 S.
- Ein deutsches Unternehmen in Frankreich. Die Bosch-Gruppe und der Neubeginn in den deutsch-französischen Beziehungen ab 1945. Bonn: Bouvier 1995, 56 S.
- Dienen und Führen – Erkenntnisse eines Unternehmers. Vorwort in englischer Sprache von Henry A. Kissinger und H. Scholl. Stuttgart; Leipzig: Hohenheim-Verlag, 2001, 351 S., ISBN 3-89850-058-6 (Auswahl seiner Vorträge und Aufsätze)